# Wittgensteins Leiter
Wittgensteins Leiter – Betrachtungen zum Tractatus ist ein Buch von Logi Gunnarsson. Es beschäftigt sich mit dem Werk Tractatus Logico-Philosophicus (kurz: Tractatus) des österreichisch-britischen Philosophen Ludwig Wittgenstein. Logi Gunnarsson versucht in diesem Buch eine Antwort darauf zu finden, inwiefern und ob die Sätze des Tractatus erläutern oder erklären können, wo dem Ausdruck der Gedanken eine Grenze gezogen werden kann, obwohl Wittgenstein seine Sätze am Ende des Tractatus als unsinnig bezeichnet. Es wird die Frage diskutiert, ob der Leser durch unsinnige Sätze befähigt werden kann, sinnvolle von unsinnigen Sätzen zu unterscheiden, und ob es überhaupt das Ziel des Tractatus ist, dem Leser eine solche Fähigkeit zu vermitteln.

## Aufbau
In Anlehnung an Søren Kierkegaards Abschließende unwissenschaftliche Nachschrift zu den philosophischen Brocken lässt Gunnarsson in seinem Buch zwei fiktive Autoren zu Wort kommen: Johannes Philologus sowie seinen Neffen Johannes Commentarius. Johannes Philologus kommt in den Besitz zweier Fragmente des Tractatus, allerdings ohne zu wissen, dass es sich dabei um Fragmente des Tractatus handelt.

### „Analyse eines Fragments“ von Johannes Philologus
Die beiden Fragmente, die Johannes Philologus analysiert, sind ein Teil des Vorwortes sowie die letzten beiden Abschnitte des Tractatus:
Fragment 1
Dieses Buch wird vielleicht nur der verstehen, der die Gedanken, die darin ausgedrückt sind – oder doch ähnliche Gedanken – schon selbst einmal gedacht hat. – Es ist also kein Lehrbuch. – Sein Zweck wäre erreicht, wenn es einem, der es mit Verständnis liest, Vergnügen bereitete.
Das Buch behandelt die philosophischen Probleme und zeigt – wie ich glaube – dass die Fragestellung dieser Probleme auf dem Missverständnis der Logik unserer Sprache beruht. Man könnte den ganzen Sinn des Buches etwa in die Worte fassen: 
Was sich überhaupt sagen lässt, lässt sich klar sagen; und wovon man nicht reden kann, darüber muss man schweigen.
Das Buch will also dem Denken eine Grenze ziehen, oder vielmehr – nicht dem Denken, sondern dem Ausdruck der Gedanken: Denn um dem Denken eine Grenze zu ziehen, müssten wir beide Seiten dieser Grenze denken können (wir müssten also denken können, was sich nicht denken lässt).
Die Grenze wird also nur in der Sprache gezogen werden können und was jenseits der Grenze liegt, wird einfach Unsinn sein.
Fragment 2
6.54 Meine Sätze erläutern dadurch, dass sie der, welcher mich versteht, am Ende als unsinnig erkennt, wenn er durch sie – auf ihnen – über sie hinausgestiegen ist. (Er muss sozusagen die Leiter wegwerfen, nachdem er auf ihr hinaufgestiegen ist.)
Er muss diese Sätze überwinden, dann sieht er die Welt richtig.
7 Wovon man nicht sprechen kann, darüber muss man schweigen.
Johannes Philologus beginnt anhand dieser zwei Fragmente zu diskutieren, inwiefern ein Werk, das von diesen beiden Fragmenten eingeschlossen wird, gelingen kann. Das Werk muss für ihn erklären können, was der Unterschied zwischen Sinn und Unsinn ist, was wir also denken und was nicht denken können. Er geht davon aus, dass die gegebenen Fragmente den Textrahmen des Werkes bilden, und spekuliert darüber, welcher Art der Textkörper sein muss und wie dieser vom Leser rezipiert werden muss, um den Anforderungen der Fragmente gerecht zu werden und eine befriedigende Antwort auf seine Fragen zu liefern.

### Kommentar zu Johannes Philologus’ „Analyse eines Fragments“ von Johannes Commentarius
Johannes Commentarius ist in der glücklichen Lage zu wissen, dass es sich bei den Fragmenten um Textstellen aus dem Tractatus handelt. In seinem Kommentar vergleicht er die Ansätze Johannes Philologus’ mit der zur Tractatus vorhandenen Sekundärliteratur. Des Weiteren begutachtet er Philologus’ Analyse kritisch und verwirft dessen Grundannahme, dass der Tractatus ein Patentrezept für die Unterscheidung zwischen Sinn und Unsinn liefern will. Er entwickelt unter Einbeziehung der – Philologus unbekannten – Textstellen im Textkörper des Tractatus eine Interpretation, die erklärt, was und wie der Tractatus erläutert.

## Thesen

### Analyse eines Fragments
Philologus entwickelt drei mögliche Interpretationen, auf welche Weise die unsinnigen Sätze des Textkörpers erläutern können, wie dem Ausdruck der Gedanken eine Grenze gezogen werden kann:
- Mystische Interpretation
- Anti-mystische Interpretation
- Reductio-Interpretation

Die mystische Interpretation geht davon aus, dass die Sätze des Textkörpers Regeln für eine richtig gebildete Sprache, die Unsinn vermeiden kann, festlegen, aber selbst gegen diese Regeln verstoßen. Sie drücken also etwas aus, was eigentlich nicht in der Sprache ausgedrückt werden kann, zeigen aber den Unterschied zwischen Sinn und Unsinn. Diese Interpretation scheitert nach Philologus daran, dass sich Sätze nicht auf etwas stützen können, das sich außerhalb der Sprache befindet.
Die anti-mystische Interpretation geht davon aus, dass die Sätze unsinnig sind, aber nichts sagen. Zwar könnte sie, so Philologus, dem Leser aufzeigen, dass er die Sätze des Textkörpers als unsinnig erkennt, aber sie scheitert daran, dass damit nicht gewährleistet ist, dass der Leser imstande ist, auch andere Sätze als die des betrachteten Textkörpers als unsinnig zu erkennen.
Die Reductio-Interpretation schließlich geht davon aus, dass der Leser die ersten Sätze des Textkörpers zunächst für sinnvoll hält, nach und nach aber beim Weiterlesen die Unsinnigkeit der nachfolgenden Sätze feststellt. Da die Sätze einen Zusammenhang haben, folgert er, dass auch die ersten Sätze unsinnig sein müssen. Diese Interpretation scheitert nach Philologus daran, dass, egal wie die Verknüpfung der ersten mit den späteren Sätzen aufgefasst wird, also eng oder locker, nicht darauf geschlossen werden kann, nicht sagen lässt, welchem Gefühl der Leser trauen soll: ob alle, nur einige oder doch gar keine Sätze des Textkörpers unsinnig sind.

### Kommentar zur Analyse eines Fragments
Philologus will Antworten darauf finden, wie ihn ein Werk, das nur aus unsinnigen Sätzen besteht, lehren kann, Sinn von Unsinn zu unterscheiden. Commentarius hingegen möchte Philologus attestieren, dass er einem Missverständnis unterliegt, wenn er überhaupt nach einer Beschreibung einer solchen Fähigkeit sucht. Commentarius’ Meinung nach ist es nicht das Ziel des Tractatus, dem Leser ein Patentrezept zu liefern, wie er Sinn von Unsinn unterscheiden kann; der Tractatus möchte gerade zeigen, dass dies nicht geht, weil man dann eine Position außerhalb der Sprache einnehmen müsste. Commentarius legt großen Wert auf den Prozess, wie wir einen Satz verstehen und ihn als unsinnig oder sinnvoll betrachten: Um einen Satz zu verstehen, versuchen wir seinen Bestandteilen einen Sinn oder eine Bedeutung zuzuweisen, wir glauben zunächst, dass dem Satz Sinn verliehen werden kann. Nachdem man festgestellt hat, dass man einem Satz keinen Sinn zuweisen kann, muss man sich in diesem Glauben korrigieren und die Unsinnigkeit des Satzes feststellen.
Commentarius’ These ist also, dass der Textkörper des Tractatus ein Versuch ist, eine Grenze zwischen Sinn und Unsinn zu ziehen. Allerdings möchte Wittgenstein zeigen, dass dieser Versuch selbst in Unsinn endet und somit die Vorstellung, dass es eine Grenze zwischen Sinn und Unsinn gibt, selbst schon unsinnig ist.

## Kritik
In gewisser Hinsicht scheint es, dass Wittgenstein tatsächlich die im Textkörper des Tractatus dargelegten logisch positivistischen Thesen und Bedeutungstheorie vertreten hat, wenn man davon ausgeht, dass er in seinem Spätwerk (z. B. in den Philosophischen Untersuchungen) mit einer behavioristischen Sprachtheorie seine ursprünglichen Standpunkte revidieren wollte. Daher ist es nicht klar, ob Gunnarssons Werk vielleicht lediglich eine „Ehrenrettung“ des Tractatus ist, indem er die letzten Sätze des Tractatus, in denen Wittgenstein sein Werk als unsinnig bezeichnet, derart stark gewichtet, aber dies von Wittgenstein tatsächlich nicht intendiert war. Es könnte sein, dass Wittgenstein tatsächlich eher vermitteln wollte, dass sich mit der natürlichen Sprache eine perfekte logische Syntax konstruieren lässt, mit welcher Unsinn vermieden werden kann.